# Drymeia cinerea
Drymeia cinerea är en tvåvingeart som först beskrevs av Johann Wilhelm Meigen 1826.  Drymeia cinerea ingår i släktet Drymeia och familjen husflugor. Inga underarter finns listade i Catalogue of Life.